# Lophoptera cerea
Lophoptera cerea är en fjärilsart som beskrevs av Swinhoe 1897. Lophoptera cerea ingår i släktet Lophoptera och familjen nattflyn. Inga underarter finns listade i Catalogue of Life.